# Анн-Каролін Шоссон
Анн-Каролін Шоссон  (фр. Anne-Caroline Chausson, 8 жовтня 1977) — французька велогонщиця, олімпійська чемпіонка.

## Виступи на Олімпіадах
| Олімпіада  | Дисципліна | Місце |
| ---------- | ---------- | ----- |
| Пекін 2008 | BMX        | 1     |